# Сила (град)
Вижте пояснителната страница за други значения на Сила.
Сѝла (на английски: Selah) е град в окръг Якима, щата Вашингтон, САЩ. Сила е с население от 6310 жители (2000) и обща площ от 11,5 km². Намира се на 341 m надморска височина. ЗИП кодът му е 98942, а телефонният му код е 509.